# Schatz von Martyniwka

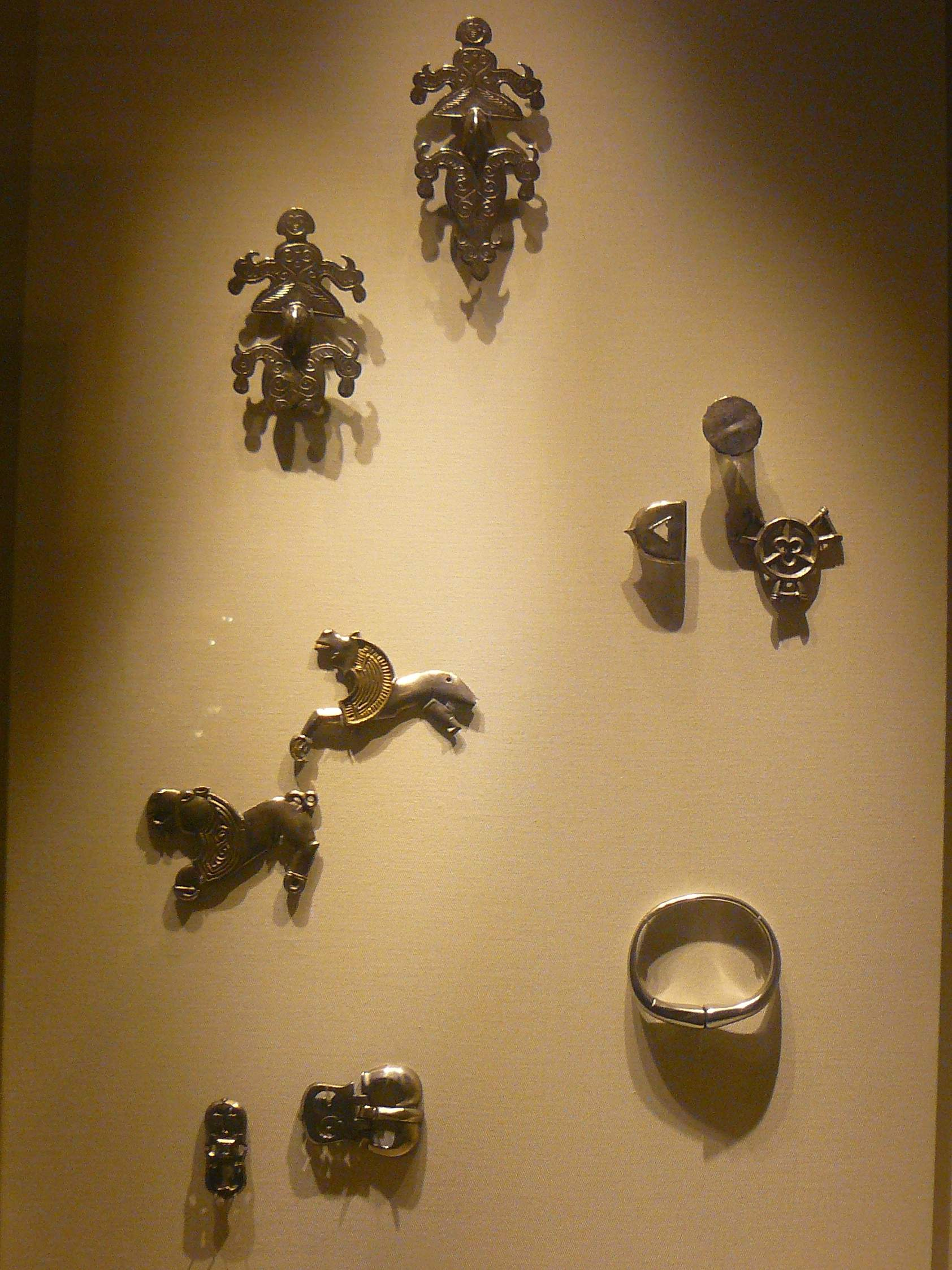
Objekte aus dem Schatz von Martyniwka im Britischen Museum zu London

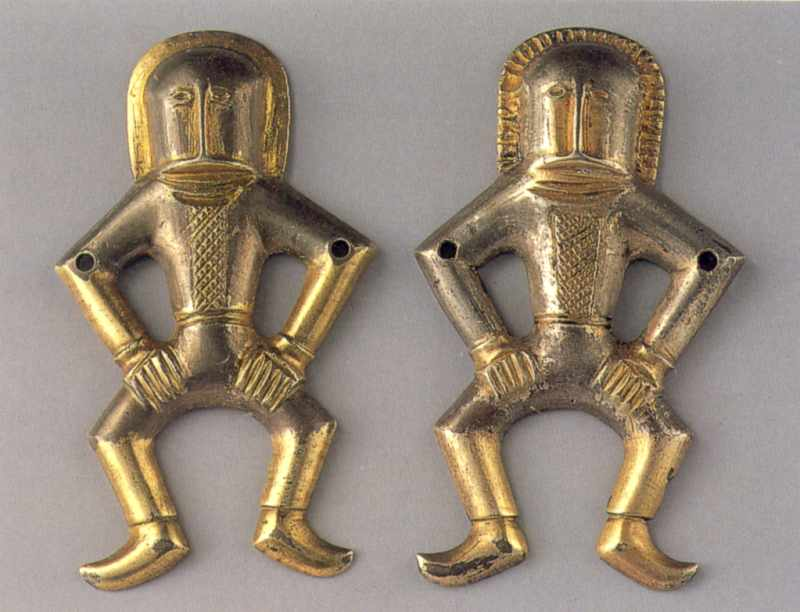
Zwei Figurinen mit wohl gesticktem Hemd, Höhe 7,5 bis 7,6 cm, beide im Nationalen Historischen Museum der Ukraine in Kiew

Der Schatz von Martyniwka besteht aus 116 silbernen Objekten und Fragmenten von mindestens 108 Stücken wahrscheinlich aus dem 6. oder 7. Jahrhundert, die nach 1905 in Martyniwka in der Oblast Tscherkassy in der Ukraine gefunden wurden, 110 km südwestlich von Kiew. Der Schatz wird im Nationalen Historischen Museum der Ukraine in Kiew und im British Museum in London aufbewahrt.
Der Fund besteht aus vier anthropomorphen, „tanzenden“ Figurinen, fünf Tiergestalten, dazu Schmuck, wie etwa sechs Arm- und diverse Halsreifen (erstere wurden möglicherweise als eine Art Collier getragen), aus Ohrringen, drei Fibeln, aber auch Teilen von Pferdegeschirr und eines Schwertes, vielleicht auch eines Schildbuckels, vielleicht ein Wangenstück von einem Helm. Hinzu kommen byzantinische Güter, wie ein Löffel, ein kleiner Teller, ein Kelch sowie eine Schale. Einige Stücke dürften verloren gegangen sein, so etwa ein Teil einer Schale, Fragmente verschiedener Halsringe, ein halber Armreifen. Fünf Stücke gingen aus der Grabung verloren, die 1941 durchgeführt wurde. Alle noch vorhandenen Stücke sind ohne Gebrauchsspuren. Die byzantinischen Stücke weisen die höchste Reinheit der Legierung auf, also den höchsten Silberanteil. Der Frauenschmuck weist einen Silberanteil von 30 bis 60 % auf, einige Schmuckstücke nur 20 %. Der Löffel hat einen noch geringeren Anteil. Offenbar wurde schon bei der Herstellung eine Technik angewandt, die das Silber an die Oberfläche bringt, so dass der Anschein reinen Silbers entsteht. Hingegen wurden die tier- und menschenförmigen Darstellungen vergoldet, sieht man vom Flusspferd ab. An den Aufsätzen an der Schwertscheide lässt sich erkennen, dass aufwändigere Techniken und Materialien imitiert wurden.
Die Finder teilten die Fundstücke untereinander auf. Dem Sammler Bohdan Chanenko gelang es, einige Stücke zu erwerben, die er 1909 dem städtischen Museum Kiew überließ (Gruppe 1). Allerdings wurden die 28 Objekte unzutreffend unter dem Fundort Rzhishchev und dem Fundjahr 1907 registriert. Das Museum erwarb 1913 sieben weitere Stücke aus dem Schatzfund, die angeblich aus dem gleichen Gebiet stammten (Gruppe 2). Der Grundbesitzer, auf dessen Land seinerzeit der Schatz tatsächlich entdeckt worden war, vermachte 45 Stücke im Juni 1914 an das Museum. Fünf Stücke hatte er einem anderen Sammler abgekauft (Gruppe 3). Allerdings hatte eine vierte Gruppe bereits 1912 das Britische Museum erworben, Stücke, die angeblich ein Jahr zuvor gleichfalls in der Region Kanev entdeckt worden sein sollten. Ein Brief des Verwalters der Ehefrau des Grundbesitzers, der Jahrzehnte später entdeckt wurde, bestätigt den damit als gesichert geltenden Fundort, der dem Schatz heute den Namen verleiht.
Dafür, dass die Stücke tatsächlich aus einer einzigen Raubgrabung an einem Ort stammen, sprechen trotz dieser Aufspaltung in vier Gruppen, einige wesentliche technische Details. So entdeckte man zwei Paare anthropomorpher Figurinen, die der Gruppe 1 und 3 angehören, doch deren rechte Füße waren allesamt einen Millimeter länger als die linken. Sie wurden offenbar aus einer Form gegossen. Eine Flusspferdfigur ist offenbar das Gegenstück zur Londoner Gruppe. Auch eine byzantinische Silberplatte aus Kiew, genauer gesagt ihr Rand, die nur noch als Zeichnung existiert, entspricht technisch fast exakt einem Stück, das sich heute in London befindet. Ähnliches gilt für das Kiewer und das Londoner Pferdegeschirr. Dies gilt für andere Stücke ebenso. Offenbar ergeben sich Unterschiede nur daraus, nach welchen Kriterien die Räuber die Beute aufteilten, etwa nach Größe oder Gewicht.
Die Figuren und Objekte weisen awarische, hunnische, bulgarische und byzantinische Einflüsse auf, sie wurden dennoch vielfach frühen Slawen zugeordnet. Sie werden meist der archäologischen Penkowka-Kultur zugeordnet, die ihrerseits umstritten ist.
Zur Datierung eignen sich vor allem die byzantinischen Stücke. So ließ sich der Herstellungszeitpunkt des Bechers anhand seiner Stempel auf die Zeit zwischen 565 und 578 datieren. Den Zeitpunkt der Datierung zu erschließen, erwies sich als deutlich schwieriger. So wurden Zeiträume zwischen der 1. Hälfte des 7. Jahrhunderts und dem beginnenden 8. Jahrhundert genannt, 1923 wurde auch eine Einordnung in gotische Zeit, also ins 5./6. Jahrhundert versucht.